# Alison Dunlap
Alison Kerry Dunlap (Denver, 27 de julio de 1969) es una deportista estadounidense que compitió en ciclismo de montaña en la disciplina de campo a través. Ganó una medalla de oro en el Campeonato Mundial de Ciclismo de Montaña de 2001.

## Palmarés internacional
| Campeonato Mundial | Campeonato Mundial    | Campeonato Mundial | Campeonato Mundial |
| Año                | Lugar                 | Medalla            | Competición        |
| ------------------ | --------------------- | ------------------ | ------------------ |
| 2001               | Vail (Estados Unidos) | Medalla de oro     | Campo a través     |

## Palmarés
1993
- 3.º en el Campeonato de Estados Unidos en Ruta

1996
- 3.º en el Campeonato de Estados Unidos en Ruta